# Józef Żabiński (poseł)
Józef Żabiński – poseł do Sejmu Krajowego Galicji I kadencji (1865–1866), przełożony gminy oraz właściciel gruntów z Krościenka.
Wybrany w IV kurii obwodu Sącz, z okręgu wyborczego nr 64 Nowy Targ-Krościenko 30 listopada 1865, na miejsce Maksymiliana Marszałkowicza, który zrezygnował z mandatu.